# هولتس‌میندن
هولتس‌میندن (به آلمانی: holzminden) یک در آلمان است که در هولتس‌میندن واقع شده‌است.

## خصوصیات
هُلتس‌میندن ۲۳٬۵۰۲ نفر جمعیت دارد.